# The Advocate (LGBT časopis)
The Advocate je američki LGBT časopis, koji izlazi dvomjesečn i dostupan je uz pretplatu. Brand The Advocate također uključuje web stranicu. I časopis i web stranica urednički su usmjereni na vijesti, politiku, mišljenja i umjetnost i zabavu od interesa za lezbijke, homoseksualce, biseksualce i transrodne (LGBT) osobe. Časopis je pokrenut 1967. godine, najstarija je i najveća LGBT publikacija u Sjedinjenim Američkim Državama i jedina preživjela takva vrsta koja je osnovana prije Stonewallskih nereda na Manhattanu 1969. godine, pobune koja je bila glavna prekretnica u pokretu za prava LGBT osoba.

## Povijest
The Advocate je prvi put objavljen kao lokalni bilten aktivističke skupine Osobna prava u obrani i obrazovanju (Personal Rights in Defense and Education, PRIDE) u Los Angelesu. Bilten je nadahnut policijskom racijom u gay baru u Los Angelesu, konobi Crna mačka, 1. siječnja 1967. i demonstracijama protiv policijske brutalnosti u mjesecima nakon te racije. Richard Mitch (koristeći pseudonim "Dick Michaels") i Bill Rau (pod imenom "Bill Rand") pridružili su se PRIDE-u i, zajedno s Aristideom Laurentom i umjetnikom Samom Winstonom, transformirali su bilten u novine pod naslovom Los Angeles Advocate. Prvo izdanje izašlo u rujnu 1967., a prodano je za 25 centi u gay barovima u Los Angelesu. Početkom 1968. godine, PRIDE se borio da održi održivost, a Mitch i Rau platili su grupi jedan dolar za vlasništvo nad papirima u veljači te godine. Godine 1969. novine su preimenovane u The Advocate i distribuirane na nacionalnoj razini. Do 1974. godine Mitch i Rau tiskali su 40 000 primjeraka za svako izdanje.
Novine su privukle pažnju Davida B. Goodsteina, investicijskog bankara iz San Francisca koji je publikaciju kupio 1974. godine. Pod Goodsteinovim vodstvom, The Advocate se transformirao u dvotjedni nacionalni magazin vijesti koji pokriva događaje važne za LGBT zajednicu, uključujući pokret za prava homoseksualaca, zajedno s umjetnošću i kulturom. Goodstein je također radio na smanjenju seksualno orijentiranih reklama u korist većih sponzora.
Goodstein i dr. Rob Eichberg stvorili su The Advocate Experience. Labavo zasnovan na tada popularnom EST-u (Erhardt Seminars Training), bio je to cjelodnevni niz opsežnih radionica samo-realizacije od dva vikenda kako bi se LGBT zajednici donijelo samoprihvaćanje, svijest i tolerancija. Goodstein i Eichberg vodili su radionice većim dijelom njihova trajanja. Kasniji Goodsteinovi uvodnici i dalje su se snažno protivili državnoj intervenciji tijekom ranih godina epidemije AIDS-a. Argumentirao je iako "naš životni stil može postati složeni samoubilački ritual ... naša sigurnost i opstanak ovise o svakome od nas i našem ponašanju", za razliku od vladinih propisa o javnom zdravstvu.
Ubrzo nakon Goodsteinove smrti 1985. godine, časopis je transformiran iz novinskog formata u tabloidnom obliku u dva odjeljka (pri čemu je drugi odjeljak nosio seksualno eksplicitne reklame) u standardni format časopisa, počevši od izdanja od 1. listopada 1985. godine. Probijanje u ravno naslovnicama slavnih došlo je pod oštro zapovjedništvo glavnog urednika Richarda Rouilarda 1980-ih i početkom 1990-ih. Nakon njegove smrti od AIDS-a, ovaj se urednički trend uspješno nastavio s glavnim urednikom Jeffom Yarbroughom. U to je vrijeme časopis prestao prikazivati seksualno eksplicitne reklame, a 1992. godine pokrenuo je sestrinsku publikaciju Advocate Classifieds. Pod vodstvom svoje prve glavne urednice, Judy Wieder (1996. – 2002 .; direktorica uredništva, 2002. – 2006.), Advocate je donio razne glasove, osvojio brojne glavne nagrade za izdavaštvo i postavio rekorde u prodaji kioska, nakladi, i oglašavanje. Intervjui Wieder i njezinog osoblja s tako raznolikim gay ikonama kao što su Ellen DeGeneres, George Michael, Liz Smith, Gore Vidal, Chaz Bono, Jim McGreevey, Melissa Etheridge i Rob Halford prikupili su časopisu veliku televizijsku izloženost i pomogli mu podići status Intervju advokata ", kao i vidljivost publikacije.
The Advocate je promijenio vlasnike kroz niz spajanja i preuzimanja, prvo neuspješno s PlanetOutom 2006., a kasnije s Here Media. Potezom smanjenja troškova 2008., Here Media, priznajući da tiskano izdanje Advocate više ne može konkurirati lokalnim tjednim LGBT novinama i Internetom, prebacio je časopis s dvotjednika na mjesečni ciklus objavljivanja. Počevši od 2010. godine, Here Media objedinio je distribuciju časopisa The Advocate i Out. Verzija za tisak Advocate nastavlja se objavljivati i dostupna je priloženo s Out kao kombinirani paket putem pretplate. U 2010. godini zabilježena su izvješća u tisku da slobodni autori nisu bili plaćeni za svoj rad. Od svibnja 2013. godine, Advocate se više ne tiska u vlastitom izdanju tvrtke Here Media, već od strane Grand Editorial for Here Media. Grand Editorial je izvođač radova sa sjedištem u Brooklynu u državi New York koji također proizvodi Out. The Advocate sada izlazi dvomjesečno sa šest brojeva godišnje.
Godine 2017. godine Here Media prodao je svoje časopise grupi koju je vodila Oreva Capital, a koja je preimenovala u matičnu tvrtku Pride Media.
Zach Stafford bio je glavni urednik 2019. godine, prvi afroamerikanac na tom položaju u 50-godišnjoj povijesti časopisa. U veljači 2020. Tracy E. Gilchrist imenovana je glavnom urednicom branda The Advocate. Neal Broverman imenovan je glavnim urednikom Advocate.com.

## Stripovi
The Advocate je pružio mjesto za nekoliko vrijednih LGBT crtača u 1970-ima i 1980-ima. Na početku svoje povijesti, publikacija je prikazivala geg stripove Joea Johnsona na kojima su prikazane ženstvene Miss Thing i napuhani Big Dick, i Seanov "Gayer Than Strange". Nakon što su prestali izlaziti, 1977. je debitirao Donelanov It's a Gay Life, koji je izlazio 15 godina. Strip Howarda Crusea Wendel izlazio je od 1983. do 1989. godine, prelazeći s jedne stranice veličine tabloida na dvije stranice veličine časopisa kad je publikacija promijenila format. Leonard i Larry Tima Barele i Sluge za našu stvar Alison Bechdel također su se kratko pojavili krajem kasnih 1980-ih.

## Podcast
The Advocate proizvodi podcast pod nazivom LGBTQ&A koji je stvorio i vodio ga je Jeffrey Masters. LGBTQ&A podcast sadrži intervjue s zapaženim LGBTQ osobama poput Petea Buttigiega, Laverne Cox, Lili Reinhart, Roxane Gay i Trixie Mattel. U seriji je obrađeno niz LGBTQ gostiju, uključujući aktiviste, političare i osobe iz industrije zabave.

## Nagrade i priznanja
U siječnju 2014. The Huffington Post je u svom prilogu citirao tri naslovnice The Advocatea, "23 omota časopisa koji su dobro odradili prikaz moćnih žena": veljača 2011. (s Hillary Clinton), veljača 2012. (Nancy Pelosi) i siječanj 2013. (Tammy Baldwin,. com izdanje). The Advocate je osvojio nagradu medijsku nagradu GLAAD za izvanrednu ukupnu pokrivenost časopisa 2020. godine.

### Nominacije za nagradu GLAAD (2014)
- Izvanredan članak u časopisu: "Što nije u redu s Exxonom?" autor Antonia Juhasz (odvjetnica)[30]
- Ukupna pokrivenost izvanrednog časopisa (The Advocate)[30]
- Izvanredan članak o digitalnom novinarstvu: "U središtu pozornosti: LGBT starije osobe" (serija) (Advocate.com)[30]
- Izvanredno digitalno novinarstvo - Multimedija: "Ovdje smo: LGBTI u Ugandi", Sunnivie Brydum, D. David Robinson (Advocate.com )[30]

## Prošli i sadašnji suradnici
- Calpernia Addams
- Alison Bechdel
- Adam Block
- Chaz Bono (prije tranzicije)
- Kate Clinton
- David Michael Conner
- Howard Cruse
- Benoit Denizet-Lewis
- Gerard Donelan
- David Francis
- Michael Joseph Gross
- Allan Gurganus
- Janis Ian
- Josh Kilmer-Purcell
- James Kirchick
- Tony Kushner
- Lance Loud
- Parker Marie Molloy
- Ryan Murphy
- Jasika Nicole
- Jack Nichols
- Robert Opel
- Dawn Ennis
- Marcia Pally
- Christopher Rice
- Rick Castro
- B. Ruby Rich
- Gabriel Rotello
- Michael Rowe
- Vito Russo
- Randy Shilts
- Michelangelo Signorile
- Donald Spoto
- Andrew Sullivan
- Urvashi Vaid
- Bruce Vilanch
- Kenji Yoshino

## Daljnje čitanje
- Gadd, Christianne A. (2012). "The Advocate" and the Making of a Gay Model Minority 1967–2007 (Thesis). Lehigh University.
- Robinson, Franklin A., Jr. Guide to the Lesbian, Gay, Bisexual, Transgender (LGBT) Collection, NMAH.AC.1146 (PDF). Smithsonian Institution National Museum of American History Archives Center. Smithsonian Institution. Inačica izvorne stranice (PDF) arhivirana 6. lipnja 2015. Pristupljeno 25. studenoga 2020. Issues of The Advocate for 1972–1973 and 1977–1982 are available.
- Streitmatter, Rodger. 1995. Unspeakable: The Rise of the Gay and Lesbian Press in America. Faber and Faber. Boston. ISBN 0-571-19873-2
- Thompson, Mark, ed. 1994. Long Road to Freedom: The Advocate History of the Gay and Lesbian Movement. St. Martin's Press. New York. ISBN 0-312-13114-3CS1 održavanje: dodatni tekst: authors list (link)
- Wieder, Judy, ed. 2001. Celebrity: The Advocate Interviews By Judy Wieder. Advocate Books. New York. ISBN 1-55583-722-0CS1 održavanje: dodatni tekst: authors list (link)

## Vanjske poveznice
- Službena stranica
- Corporate site
- Wikholm, Wik. What Is the History of The Advocate?. PlanetOut.com (Internet Archive). Inačica izvorne stranice arhivirana 29. siječnja 2008. Pristupljeno 29. siječnja 2008.